# Список умерших в 1241 году
В этой статье представлен список известных людей, умерших в 1241 году.
См. также: Категория:Умершие в 1241 году

## Январь
- 3 января — Герман II (18) — ландграф Тюрингии (1227—1241).

## Февраль
- 15 февраля — Генрих I — граф Ортенбургский (1286—1241).
- Морган Гам, лорд Афана (1213—1241).

## Март
- 16 марта — Этьен III, граф Осона (1173—1237), по правам жены граф Шалона-на-Соне (1192—1198).
- 28 марта — Вальдемар II (70) — король Дании (1202—1241).
- 31 марта — Поуса, сын Солиома[англ.] — венгерский дворянин, воевода Трансильвании (1226—1229, 1235—1241), погиб в битве с монголами.

## Апрель
- 7 апреля — Герман Иосиф фон Штайнфельд — немецкий теолог и мистик, святой римско-католической церкви[1].
- 9 апреля:
  - Атямас, сын и наследник мокшанского царя (каназора) Пуреша, брат Нарчатки;
  - Генрих II Набожный — Князь Польши (Кракова), князь Силезии, князь Великой Польши (1238—1241). Погиб в битве при Легнице с монголами.
  - Пуреш — мокшанский царь (каназор), глава раннефеодального политического образования мокшан, вассал Батыя с 1236 года. Убит монголами в Польше.
- 11 апреля 
  - Андрей, сын Серафина[англ.] — венгерский барон, воевода Трансильвании (1235), погиб в битве на реке Шайо
  - Доминик I Ратот[англ.] — венгерский дворянин, руководитель казначейства (1238—1240), погиб в битве на реке Шайо
  - Матьяш Ратот — архиепископ Эстергома (1239—1241), погиб в битве на реке Шайо
  - Угрин Чак — архиепископ Калочи (1219—1241), погиб в битве на реке Шайо
- 20 апреля — Готье Ле Корню[фр.] — архиепископ Санса (1221—1241)
- Бузад Хахот[англ.] — венгерский дворянин, первый бан Северина (1226—1232), святой римско-католической церкви, убит монголами

## Май
- Роже Бернар II де Фуа — граф де Фуа (1223—1241)

## Июнь
- 24 июня — Иван Асень II — царь Болгарии (1218—1241)
- 27 июня — Гилберт Маршал, 4-й граф Пембрук — граф Пембрук и граф-маршал Англии (1234—1241)

## Август
- 10 августа — Элеонора Бретонская — графиня Ричмонд (1203—1219)
- 22 августа — Григорий IX — папа римский (1227—1241)

## Сентябрь
- 1 сентября — Беренджер де Палоу II[англ.] — епископ Барселоны (1212—1241)
- 2 сентября — Ли Гюбо — корейский поэт
- 9 сентября — Танкред Танкреди[англ.] — итальянский миссионер, друг Святого Доминика, неканонизированный святой римско-католической церкви.
- 23 сентября — Снорри Стурлусон — исландский скальд, прозаик, историограф и политик; Законоговоритель (1215—1218, 1222—1231), автор Младшей Эдды и вероятный автор «Круга земного». Убит.
- 26 сентября 
  - Роберт Сомеркотс — английский кардинал-дьякон de S. Eustachio (1239—1241)
  - Фудзивара Тэйка — выдающийся японский поэт и филолог.
- 29 сентября — Роджер Нигер[англ.] — епископ Лондона (1228—1241), святой римско-католической церкви.

## Октябрь
- 29 октября — Гиг IV — Граф Форе (1206—1241), граф Невера, граф Осера и граф Тоннера (1229—1241)

## Ноябрь
- 9 ноября — Стефан де Сегрэйв — главный юстициарий Англии (1232—1234)
- 10 ноября — Целестин IV —папа римский (1241).
- 30 ноября — Бернар V, граф Комменжа (с 1225).

## Декабрь
- 1 декабря — Изабелла Английская — королева-консорт Германии (1235—1237), королева-консорт Сицилии (1235—1241), императрица-консорт Священной Римской империи (1235—1241), жена Фридриха II.
- 7 декабря или 8 декабря — Хью де Патешулл[англ.] — лорд-казначей Англии (1234—1240), епископ Ковентри и Личфилда (1239—1241)
- 11 декабря — Угэдэй — третий сын Чингис-хана, великий хан (каган) Монгольской империи (1239—1241)

## Дата неизвестна или требует уточнения
- Альтман II Абенсберг[нем.] — немецкий дворянин, основатель Альтманштайна (1232)
- Амори VI де Монфор — французский полководец и государственный деятель, граф де Монфор, граф Тулузский в 1218—1224 годах, коннетабль Франции в 1231—1240 годах, активный участник Альбигойских войн и Крестовых походов.
- Баба Исхак[англ.] — руководитель народного восстания в Малой Азии (1239—1241) против Конийского султаната, казнён
- Гилберт Бассет, английский аристократ, феодальный барон Уикома (с 1231).
- Бернард де Квинтавалле[исп.] — один из первых сподвижников Франциска Ассизского
- Гаврила Алексич — боярин князя Александра Ярославича, герой Невской битвы.
- Гертруда фон Бабенберг[нем.] — ландграфиня-консорт Тюрингии (1241), жена Генриха IV Распе
- Коломан — принц Венгрии, Князь (король) Галицкий (1213—1221) исключая 1215 и 1219. Умер от ран, полученных в битве на реке Шайо с монголами.
- Котян Сутоевич, половецкий хан.
- Людвиг III — граф Вюртемберга (1194—1241)
- Мануил Комнин Дука — правитель Фессалоник (1230—1237), правитель Фессалии (1230—1237, 1239—1241)
- Мария д'Авен — графиня де Блуа (1225—1241)
- Мстислав Святославич — князь Рыльский (после 1191—1241), убит монголами.
- Муге-хатун, одна из жён Чингисхана, позже ставшая супругой его сына и наследника Угэдэя.
- Муизз ад-Дин Махмуд[англ.] — зангидский эмир Джазиры (1208—1241).
- Муйрхертах Финн мак Диармайта Мор, король Томонда (1194—1198, 1203—1210).
- Наржо де Туси[англ.] — регент Латинской империи (1228—1231, 1238—1239)
- Памва Затворник — иеромонах Киево-Печерского монастыря, святой Русской православной церкви[2].
- Пьетро II — юдекс Арбореи (1211—1241).
- Рамон Фольк IV де Кардона, каталонский дворянин, 6-й виконт Кардоны (1227—1241).
- Рашидун аль-Сури[англ.] — арабский врач и ботаник
- Уильям[англ.] — епископ Аргайла (1239—1241)
- Уолтер де Ласи, 2-й лорд Мита — англо-нормандский аристократ и военачальник, 2-й лорд Мита (1186—1241)
- Ян Ю[англ.] — китайский поэт и теоретик поэзии